# Catapausa
Catapausa is een kevergeslacht uit de familie van de boktorren (Cerambycidae). De wetenschappelijke naam van het geslacht werd voor het eerst geldig gepubliceerd in 1908 door Aurivillius.

## Soorten
Catapausa omvat de volgende soorten:
- Catapausa albaria Heller, 1926
- Catapausa basimaculata Breuning, 1940
- Catapausa bimaculipennis Breuning, 1956
- Catapausa bispinosa Aurivillius, 1908
- Catapausa extrema Kriesche, 1940
- Catapausa inermis Aurivillius, 1920
- Catapausa sulcatipennis Breuning, 1950